# Триперстка лусонська
Триперстка лусонська (Turnix worcesteri) — вид сивкоподібних птахів родини триперсткових (Turnicidae).

## Поширення
Ендемік Філіппін. Поширений лише на острові Лусон. Трапляється у гірських луках. Був відомий лише з мертвих птахів, лише у 2009 році вперше спостерігався живим у природі.

## Опис
У самців коричневе забарвлення тіла, голова чорна з білими крапками та жовтими ногами. Самиці коричневі з білими та чорними плямами.